# Kim Sang-jung
Dans ce nom coréen, le nom de famille, Kim, précède le nom personnel.
Kim Sang-jung (en coréen : 김상중), né le 6 août 1965 à Busan, est un acteur sud-coréen.

## Filmographie
- 1991 : Dona dona dona
- 1992 : Salang jeonjaeng
- 1996 : Eoleundeul-eun cheong-eoleul gubneunda
- 1997 : Mariawa yeoinsuk
- 1999 : Goseuteu
- 2000 : Anakiseuteu Anarchists : Han Myeong-gon
- 2000 : Jakarta : Hae Ryong
- 2000 : Sanchaeg : Lee Yeong-hun
- 2001 : My Boss, My Hero
- 2006 : Goong (série télévisée)
- 2006 : Hanbando : King Gojong
- 2006 : Too-sa-boo-il-che : Oh Sang-jung
- 2006 : Won-tak-eui cheon-sa : Jang Suk-jo
- 2007 : Jeongjoamsalmiseuteori 8il
- 2007 : Nae Namjaui Yeoja
- 2008 : Like Father, Like Son : Tae-su
- 2010 : Insaengeun Areumdawo (série télévisée)
- 2011 : City Hunter (série télévisée)
- 2011 : Matins calmes à Séoul de Hong Sang-soo : Youngho
- 2012 : The Chaser (série télévisée)
- 2013 : Gold Rainbow (série télévisée)
- 2013 : Sunhi de Hong Sang-soo : Professeur Choi
- 2014 : Bad Guys (série télévisée)
- 2014 : Dakteo Yibangin (série télévisée)
- 2014 : Gaegwachunsun (série télévisée)
- 2014 : Jingbirok (série télévisée)
- 2014 : Yeok-jeok : baek-seong-eul hom-chin do-jeok (série télévisée)
- 2019 : The Bad Guys: Reign of Chaos